# Youth's Endearing Charm
Youth's Endearing Charm er en amerikansk stumfilm fra 1916 af William C. Dowlan.

## Medvirkende
- Mary Miles Minter som Mary Wade.
- Wallace MacDonald som Harry Disbrow.
- Harry von Meter som John Disbrow.
- Gertrude Le Brandt som Mrs. Disbrow.
- Al Ferguson som Joe Jenkins.